# Kastelberg
De Kastelberg is met 1350 meter hoogte een van de hoogste bergen van de Vogezen in Frankrijk. Hij ligt op de grens van de Elzas (departement Haut-Rhin) en Lotharingen (departement Vogezen). Op de berg bevinden zich twee skipistes, die behoren bij het skistation van La Bresse. Op de berg bevindt zich het gebiedje (om precies te zijn Wormsawald-Ammelthal) dat het langst besneeuwd blijft in de Elzas. Normaal gesproken ligt hier nog sneeuw tot in juli, in uitzonderlijke gevallen tot in augustus.